# 1616 год
1616 (ты́сяча шестьсо́т шестна́дцатый) год  по григорианскому календарю — високосный год, начинающийся в пятницу. Это 1616 год нашей эры, 6‑й год 2‑го десятилетия XVII века 2‑го тысячелетия, 7‑й год 1610‑х годов. Он закончился 409 лет назад.
| Пн | Вт | Ср | Чт | Пт | Сб | Вс |
|    |    |    |    | 1  | 2  | 3  |
| 4  | 5  | 6  | 7  | 8  | 9  | 10 |
| 11 | 12 | 13 | 14 | 15 | 16 | 17 |
| 18 | 19 | 20 | 21 | 22 | 23 | 24 |
| 25 | 26 | 27 | 28 | 29 | 30 | 31 |

| Пн | Вт | Ср | Чт | Пт | Сб | Вс |
| 1  | 2  | 3  | 4  | 5  | 6  | 7  |
| 8  | 9  | 10 | 11 | 12 | 13 | 14 |
| 15 | 16 | 17 | 18 | 19 | 20 | 21 |
| 22 | 23 | 24 | 25 | 26 | 27 | 28 |
| 29 |    |    |    |    |    |    |

| Пн | Вт | Ср | Чт | Пт | Сб | Вс |
|    | 1  | 2  | 3  | 4  | 5  | 6  |
| 7  | 8  | 9  | 10 | 11 | 12 | 13 |
| 14 | 15 | 16 | 17 | 18 | 19 | 20 |
| 21 | 22 | 23 | 24 | 25 | 26 | 27 |
| 28 | 29 | 30 | 31 |    |    |    |

| Пн | Вт | Ср | Чт | Пт | Сб | Вс |
|    |    |    |    | 1  | 2  | 3  |
| 4  | 5  | 6  | 7  | 8  | 9  | 10 |
| 11 | 12 | 13 | 14 | 15 | 16 | 17 |
| 18 | 19 | 20 | 21 | 22 | 23 | 24 |
| 25 | 26 | 27 | 28 | 29 | 30 |    |

| Пн | Вт | Ср | Чт | Пт | Сб | Вс |
|    |    |    |    |    |    | 1  |
| 2  | 3  | 4  | 5  | 6  | 7  | 8  |
| 9  | 10 | 11 | 12 | 13 | 14 | 15 |
| 16 | 17 | 18 | 19 | 20 | 21 | 22 |
| 23 | 24 | 25 | 26 | 27 | 28 | 29 |
| 30 | 31 |    |    |    |    |    |

| Пн | Вт | Ср | Чт | Пт | Сб | Вс |
|    |    | 1  | 2  | 3  | 4  | 5  |
| 6  | 7  | 8  | 9  | 10 | 11 | 12 |
| 13 | 14 | 15 | 16 | 17 | 18 | 19 |
| 20 | 21 | 22 | 23 | 24 | 25 | 26 |
| 27 | 28 | 29 | 30 |    |    |    |

| Пн | Вт | Ср | Чт | Пт | Сб | Вс |
|    |    |    |    | 1  | 2  | 3  |
| 4  | 5  | 6  | 7  | 8  | 9  | 10 |
| 11 | 12 | 13 | 14 | 15 | 16 | 17 |
| 18 | 19 | 20 | 21 | 22 | 23 | 24 |
| 25 | 26 | 27 | 28 | 29 | 30 | 31 |

| Пн | Вт | Ср | Чт | Пт | Сб | Вс |
| 1  | 2  | 3  | 4  | 5  | 6  | 7  |
| 8  | 9  | 10 | 11 | 12 | 13 | 14 |
| 15 | 16 | 17 | 18 | 19 | 20 | 21 |
| 22 | 23 | 24 | 25 | 26 | 27 | 28 |
| 29 | 30 | 31 |    |    |    |    |

| Пн | Вт | Ср | Чт | Пт | Сб | Вс |
|    |    |    | 1  | 2  | 3  | 4  |
| 5  | 6  | 7  | 8  | 9  | 10 | 11 |
| 12 | 13 | 14 | 15 | 16 | 17 | 18 |
| 19 | 20 | 21 | 22 | 23 | 24 | 25 |
| 26 | 27 | 28 | 29 | 30 |    |    |

| Пн | Вт | Ср | Чт | Пт | Сб | Вс |
|    |    |    |    |    | 1  | 2  |
| 3  | 4  | 5  | 6  | 7  | 8  | 9  |
| 10 | 11 | 12 | 13 | 14 | 15 | 16 |
| 17 | 18 | 19 | 20 | 21 | 22 | 23 |
| 24 | 25 | 26 | 27 | 28 | 29 | 30 |
| 31 |    |    |    |    |    |    |

| Пн | Вт | Ср | Чт | Пт | Сб | Вс |
|    | 1  | 2  | 3  | 4  | 5  | 6  |
| 7  | 8  | 9  | 10 | 11 | 12 | 13 |
| 14 | 15 | 16 | 17 | 18 | 19 | 20 |
| 21 | 22 | 23 | 24 | 25 | 26 | 27 |
| 28 | 29 | 30 |    |    |    |    |

| Пн | Вт | Ср | Чт | Пт | Сб | Вс |
|    |    |    | 1  | 2  | 3  | 4  |
| 5  | 6  | 7  | 8  | 9  | 10 | 11 |
| 12 | 13 | 14 | 15 | 16 | 17 | 18 |
| 19 | 20 | 21 | 22 | 23 | 24 | 25 |
| 26 | 27 | 28 | 29 | 30 | 31 |    |

## События
- 1507—1622 — Португало-персидская война. Ряд вооружённых конфликтов между колониалистской Португалией и вассальным Ормузом, с одной стороны, и Сефевидской империей, поддерживаемой англичанами, с другой[1].
- 1511—1641 — Малайско-португальская война. Вооружённый конфликт XVI-XVII веков, в котором Малаккский султанат при поддержке империи Мин, Голландской Ост-Индской компании (с 1607) и Джохора безуспешно сопротивлялся Португальской империи, стремившейся захватить Малакку и установить контроль над торговлей между Индией и Китаем[2].
- 1601—1661 — Голландско-португальская война. Вооружённый конфликт, в котором голландские Ост-Индская и Вест-Индская компании воевали по всему миру против Португальской империи[3].
- 1603—1618 — Турецко-персидская война[4].
- 1609—1618 — Русско-польская война[5].
  - 1613—1617 — осада Смоленска[6].
- 1612—1624 — Казахско-бухарские сражения. Вооруженные столкновения между родственными ханами из рода Чингис-хана, потомков сына Джучи - Тукай-Тимура, владетелями из Казахского ханства и Бухарским ханами из рода чингизида Тукай-Тимура за спорные земли Могулистана[7].
- 1613—1617 — Война за монферратское наследство. Война между Савойским герцогством и Мантуанским герцогством, поддержанными другими державами, из-за судьбы Монферратского герцогства[8].
- 1614—1617 — Молдавская война магнатов, когда магнаты из Речи Посполитой вмешивались в дела Молдавии, соперничая с Габсбургами и Османской империей за господство над княжеством (известны как Могиляды)[9].
- 1614—1617 — походы шаха Аббаса в Картли и Кахетию. Серия походов Сефевидского государства под руководством шаха Аббаса против Картлийского и Кахетинского царств. Сопровождалась насильственным переселением жителей грузинских царств в центральные регионы Персии и усилением позиций кызылбашей на Кавказе[10].
- 1615—1618 — Ускокская война. Вооружённый конфликт на территории нынешних Хорватии и Словении, в которых, с одной стороны, участвовали Австрия и Испания, а с другой стороны, Венеция, Голландия и Англия[11].
- 1616—1625 — началось антифеодальное восстание в Армении и Азербайджане под предводительством Мехлу-баба (Мехлу-вардапетом). Из районов Гянджи и Карабаха движение распространилось до Еревана, где подавлено беглербегом по требованию высшего армянского духовенства.
- 12 января — основан город Белен в Бразилии.
- 29 января — голландские мореплаватели Я. Лемер и В. Схаутен открыли крайнюю южную точку Южной Америки мыс Горн.
- Ноябрь — епископ Люсонский Арман Жан де Ришельё назначен на пост государственного секретаря Франции.
- Запорожские казаки взяли Кафу (Феодосию) и уничтожили военные корабли и турецкий гарнизон в 500 человек. Удачный поход казаков на Трапезунт (Трабзон).
- Заключено Двенадцатилетнее перемирие. Период прекращения огня между габсбургской Испанией и Республикой соединённых провинций во время восьмидесятилетней борьбы последней за независимость от испанской короны. Перемирие длилось с 9 апреля 1609 года по 9 апреля 1621 года. В 1621 году обсуждалась возможность заключения полноценного мирного договора, но предложенные Испанией условия нидерландцы сочли для себя неприемлемыми, и состояние войны автоматически возобновилось[12].
- Плавание Баффина. Открытие Баффинова залива.
- Сейм Речи Посполитой, на котором С. Жолкевский огласил "Трактат о солдатах", изложив комплекс необходимых мер по организации солдатской службы на южном пограничье[13].

## Русское государство
Царствование: 1613—1645 — Михаил Фёдорович
- 1610—1617 — Русско—шведская война[14].
- 1615—1616 — Еналеевское восстание[15].
- 9 мая — Михаил Фёдорович совершил богомольный поход в Николо-Угрешский монастырь. К царскому столу были приглашены: Д.М. Пожарский, В.П. Морозов и Н.В. Годунов. Между двумя последними вспыхнул местнический спор[16].
- Князь Пожарский разбил отряды авантюриста Лисовского в Северской Украине.
- В российское подданство перешли киргизы и чулымские татары[17].
- Останки Дмитрия Юрьевича Шемяки по ошибке была перезахоронены в Софийском соборе Новгорода и более 300 лет почитались, как чудотворные мощи месточтимого святого, князя Фёдора Ярославича (старшего брата Александра Невского)[18].
- В Староладожской крепости проводились русско-шведские переговоры, приведшие к заключению Столбового мира в 1617 году[19].
- Освобожден от польско-литовской оккупации (1614-1616) Карачев (см. 1615 год)[20].
- Декабрь — крепость Оскол (Старый Оскол) полностью уничтожена отрядом казаков под командованием полковника М. Пырского (восстановлена в 1617 году)[21].
- Курск выдержал осаду польско-литовских интервентов[22].
- Чекалин выдержал нападение отрядов Лисовского А.И[23].
- Самарская битва. Гетман Пётр Конашевич-Сагайдачный полностью разбил крымских татар  на реке Самара[24].
- Пожалованы боярством: Головин Пётр Петрович  (ум. 1628) и Ромодановский Григорий Петрович[25].
- Не позднее 1616 года вновь возобновлено строительство Саратова, сожжённого в 1612/1614 годах[26].

### Руководители приказов[27]
| Года      | Приказ             | Ф,И,О главы                 | Примечания |
| --------- | ------------------ | --------------------------- | ---------- |
| 1615-1622 | Аптекарский приказ | Салтыков Михаил Михапйлович | Кравчий    |
| 1613-1618 | Посольский приказ  | Третьяков Пётр Алексеевич   |            |
| 1613-1618 | Устюжская четверть | Третьяков Пётр Алексеевич   |            |
| 1615-1616 | Казанского дворца  | Третьяков Пётр Алексеевич   |            |

#### Воеводы[29]
| Года      | Город     | Ф,И,О воеводы                          | Примечания      |
| --------- | --------- | -------------------------------------- | --------------- |
| 1616      | Алатырь   | Полтев Василий Иванович                |                 |
| 1615-1616 | Алексин   | Стрешнев Сергей Степанович             |                 |
| 1614-1616 | Арзамас   | Бахтеяров-Ростовский Пётр Владимирович | Стольник        |
| 1616-1617 | Арзамас   | Измайлов Иван Васильевич               | Стольник        |
| 1615-1616 | Арск      | Рчинов Игнатий                         |                 |
| 1615-1620 | Астрахань | Хованский Андрей Андреевич             |                 |
| 1615-1618 | Берёзов   | Зюзин Беляница Лаврентьевич            |                 |
| 1615-1616 | Боровск   | Поливанов Тимофей Григорьевич          |                 |
| 1616-1617 | Боровск   | Загряжский Григорий Алексеевич         |                 |
| 1616-1617 | Брянск    | Дашков Иван Андреевич                  | Стольник        |
| 1615-1616 | Бежецк    | Языков Максим Семёнович                |                 |
| 1616      | Бежецк    | Погожево Леонтий                       |                 |
| 1615-1616 | Белый     | Бутурлин Иван Матвеевич                | Смоленская губ. |
| 1616-1617 | Белый     | Щербатов Василий Петрович              | Стольник        |
| 1614-1616 | Белгород  | Дашков Яков Авксентьевич               |                 |
| 1616-1617 | Белгород  | Горихвостов Григорий Иванович          |                 |
| 1616      | Белёв     | Кутузов Иван Постников                 |                 |

## Начало правления
См. также: Список глав государств в 1616 году
- Нурхаци провозгласил себя ханом, назвав династию «Золотой» (Цзинь).

## Наука
- Учение Николая Коперника признано католической церковью еретическим.

## Родились
См. также: Категория:Родившиеся в 1616 году
- Оуэн, Джон[англ.] — английский богослов, пуританин.

## Скончались
См. также: Категория:Умершие в 1616 году

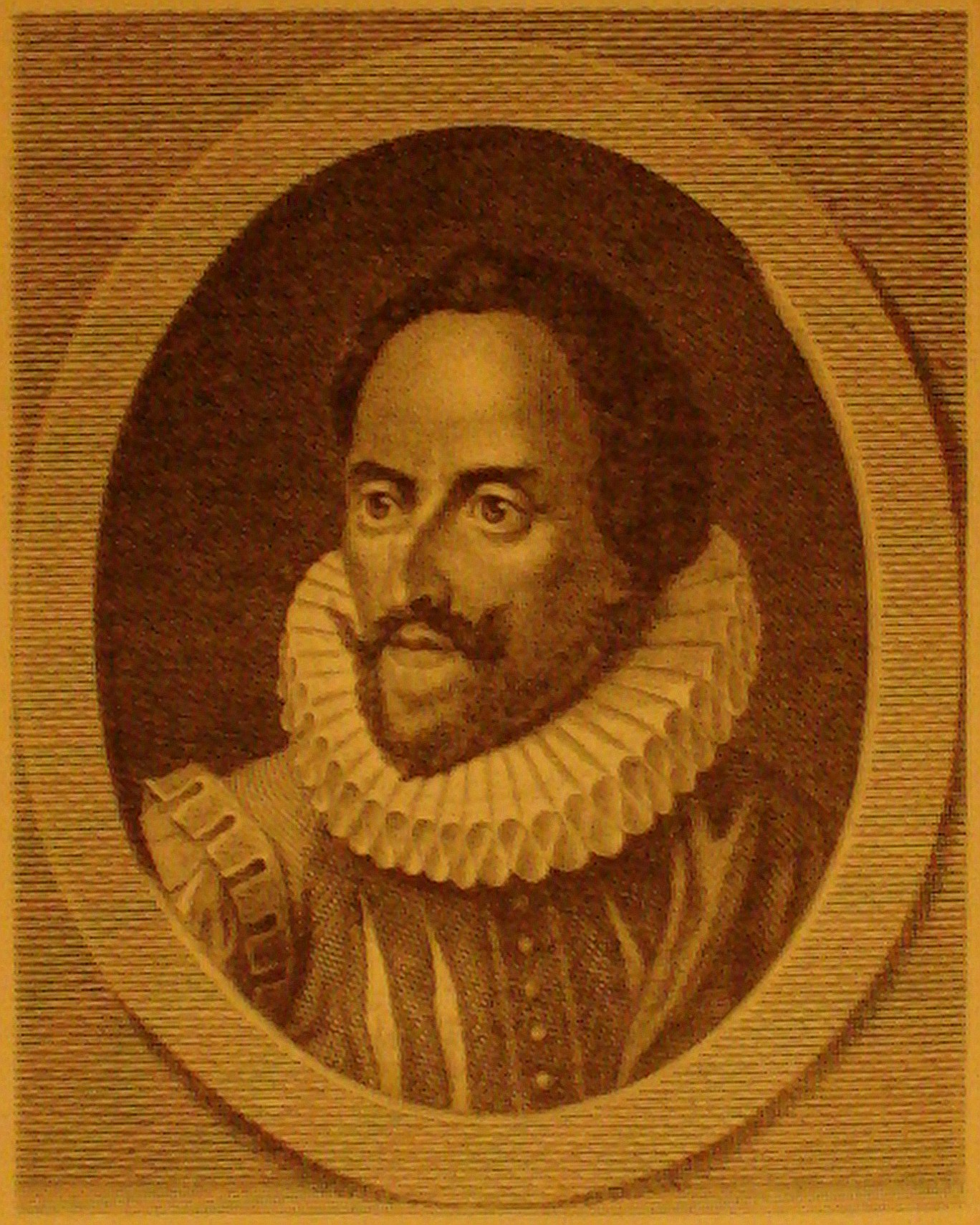
Сервантес

- 28 февраля — Николай Христофор Радзивилл Сиротка, государственный и военный деятель Великого княжества Литовского (род. 1549).
- 7 (17) апреля — Одоевский Иван Никитич Большой Мниха, русский государственный и военный деятель, боярин (с 1606)[30].
- 22 апреля — Мигель де Сервантес-и-Сааведра, испанский писатель (род. 1547) (во многих источниках указана дата 23 апреля, являющаяся в действительности датой похорон Сервантеса).
- 23 апреля — Инка Гарсиласо де ла Вега, перуанский историк и писатель (род. 1539).
- 3 мая — Уильям Шекспир, английский драматург (род. 1564).
- 1 июня — Иэясу Токугава, японский государственный и военный деятель, дипломат и военачальник, основатель династии сёгунов Токугава.
- 11 октября — Лисовский Александр Иосиф, польский военный деятель, активный участник событий Смутного времени в России[31].